# Zapłonka

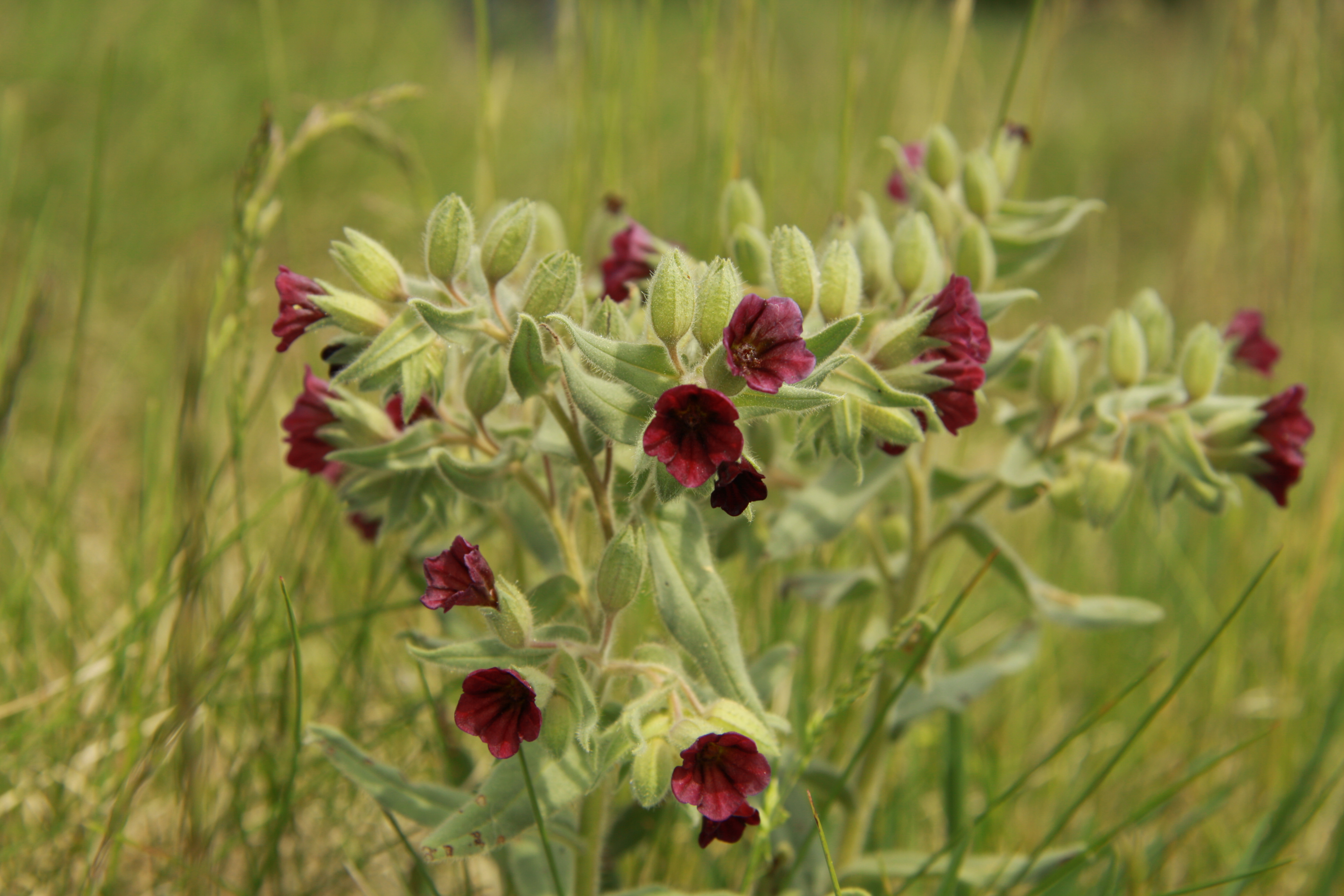
Nonea pulla

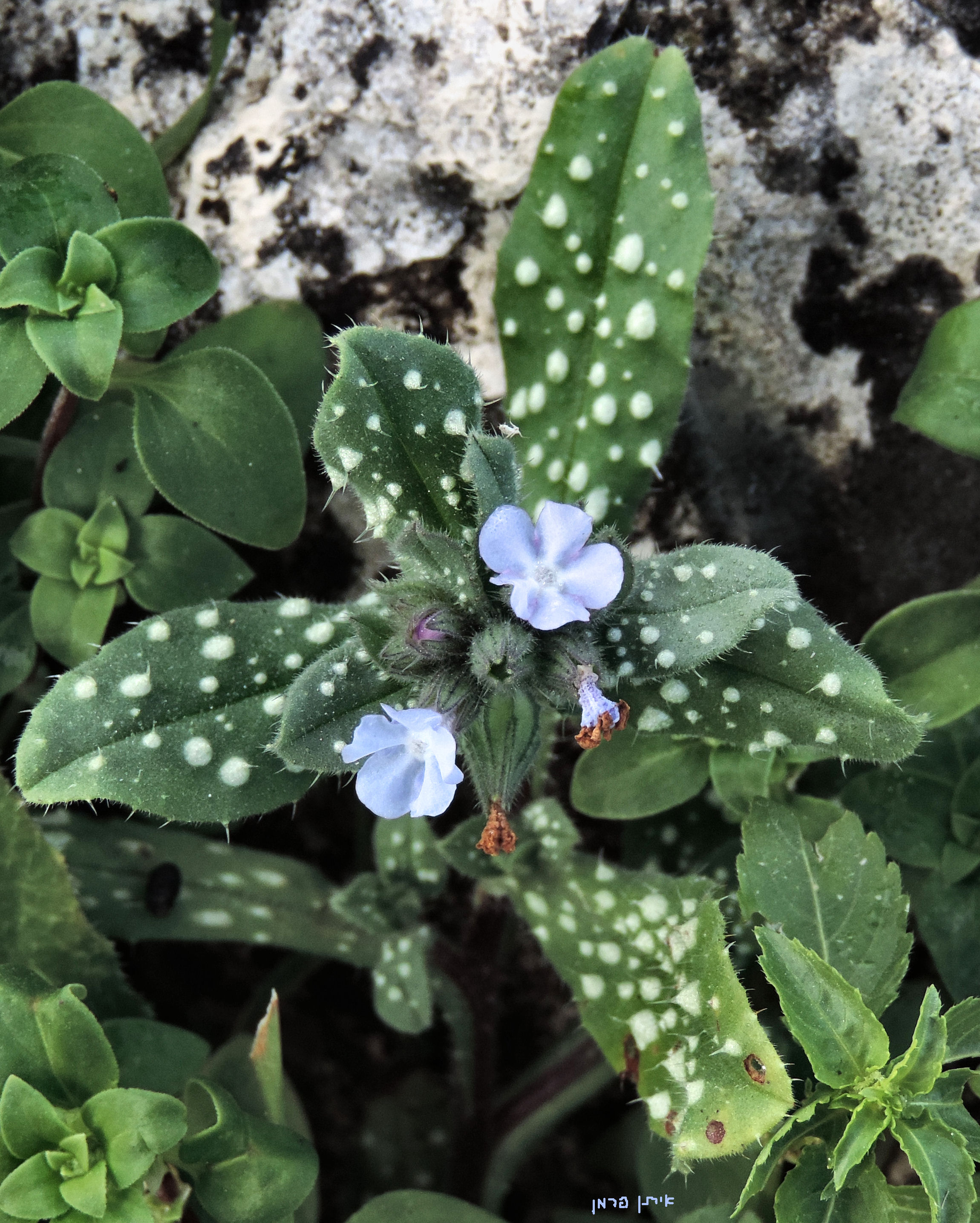
Nonea obtusifolia

Zapłonka (Nonea) – rodzaj roślin należący do rodziny ogórecznikowatych (Boraginaceae). Obejmuje 44 gatunki. Występują one w basenie Morza Śródziemnego (zasięg 8 gatunków, z tym jednego już wymarłego, obejmuje południową Europę), poza tym północną Afrykę i zachodnią Azję. Jeden gatunek (Nonea caspica) sięga na wschodzie do Chin. Jeden gatunek – zapłonka brunatna N. pulla występuje naturalnie w Polsce, kilka innych spotykanych jest w uprawie i jako gatunki przejściowo dziczejące.

## Morfologia
PokrójByliny i rośliny jednoroczne owłosione szorstko lub miękko.
LiścieSkrętoległe.
KwiatyZebrane w wierzchotki ścieśnione podczas kwitnienia, a wydłużające się w czasie owocowania. Kwiaty wsparte podobnymi do liści przysadkami. Kielich rurkowato-dzwonkowaty, około połowy woreczkowato rozdęty, utworzony z 5 podługowato-trójkątnych działek. Płatki korony zrośnięte w rurkę z osklepkami w górnej części, końce płatków wolne, zaokrąglone. Pręciki schowane w rurce korony. Zalążnia górna, czterokomorowa, z szyjką słupka zakończoną główkowatym lub rozwidlonym znamieniem.
OwoceRozłupnie rozpadające się na cztery, różnie zdobione siateczkowato, owłosione lub nagie rozłupki.

## Systematyka
Rodzaj należy do podplemienia Boragininae, plemienia Boragineae w podrodzinie Boraginoideae w obrębie rodziny ogórecznikowatych Boraginaceae.
Wykaz gatunków
- Nonea alpestris G.Don
- Nonea anchusoides Boiss. & Buhse
- Nonea anomala Hausskn. & Bornm.
- Nonea armeniaca (Kusn.) Grossh.
- Nonea calceolaris Nikif. & Pazij
- Nonea calycina (Roem. & Schult.) Selvi, Bigazzi, Hilger & Papini
- Nonea caspica (Willd.) G.Don
- Nonea daghestanica Kusn.
- Nonea decurrens G.Don
- Nonea dumanii Bilgili & Selvi
- Nonea echioides (L.) Roem. & Schult.
- Nonea edgeworthii DC.
- Nonea flavescens (C.A.Mey.) Fisch. & C.A.Mey.
- Nonea heterostemon Murb.
- Nonea hypoleia Bornm.
- Nonea intermedia Ledeb.
- Nonea iranica Falat. & Pakravan
- Nonea kandaharensis Riedl
- Nonea karsensis Popov
- Nonea longiflora Wettst.
- Nonea lutea (Desr.) DC. – zapłonka żółta
- Nonea macrantha (Riedl) A.Baytop
- Nonea macropoda Popov
- Nonea macrosperma Boiss. & Heldr.
- Nonea melanocarpa Boiss.
- Nonea micrantha Boiss. & Reut.
- Nonea minutiflora Riedl
- Nonea monticola (Rech.f.) Selvi & Bigazzi
- Nonea ovczinnikovii Czukav.
- Nonea pallens Petrovič
- Nonea palmyrensis (Post) Sam.
- Nonea persica Boiss.
- Nonea philistaea Boiss.
- Nonea pisidica Selvi, Bigazzi & Hilger
- Nonea polychroma Selvi & Bigazzi
- Nonea ×popovii Guşul. & Tarn.
- Nonea pulla (L.) DC. – zapłonka brunatna
- Nonea pulmonarioides Boiss. & Balansa
- Nonea rosea (M.Bieb.) Link – zapłonka różowa
- Nonea setosa Roem. & Schult.
- Nonea stenosolen Boiss. & Balansa
- Nonea turcomanica Popov
- Nonea versicolor (Steven) Sweet
- Nonea vesicaria (L.) Rchb.
- Nonea vivianii DC.